# Generation Nothing
Generation Nothing è il decimo album in studio dei Metal Church pubblicato il 22 ottobre 2013.

## Tracce
1. Bullet Proof – 4:08
2. Dead City – 3:45
3. Generation Nothing – 5:03
4. Noises in the Wall – 8:55
5. Jump the Gun – 5:35
6. Suiciety – 5:42
7. Scream – 4:22
8. Hits Keep Comin' – 5:36
9. Close to the Bone – 4:41
10. The Media Horse – 5:07

## Formazione
- Ronny Munroe – voce
- Kurdt Vanderhoof – chitarra
- Rick Van Zandt – chitarra
- Steve Unger – basso
- Jeff Plate – batteria